# Incrowd
Incrowd – polska grupa muzyczna założona w 1992 roku. W jej skład wchodzili Maciej Majchrzak (gitara elektryczna, obecnie T.Love), Adam Nowakowski (wokal), Sidney Polak (perkusja, obecnie T.Love) i Marcin Szuster (gitara basowa).
Pierwszy koncert grupy odbył się w Klubie Filtry 20 grudnia 1992 roku. Zespół brał udział w warszawskiej edycji konkursu Marlboro Rock-In '93 Nie przeszedł do finału. Zagrał na dużej scenie festiwalu Jarocin '93, grał jako support podczas trasy promującej debiutancką płytę grupy Illusion. Podpisał kontrakt z wydawnictwem Loud Out Records co zaowocowało ukazaniem się w 1994 roku debiutanckiej płyty Deadman Syndrome. Nagrania dokonano w studiu Winicjusza Chrusta w Sulejówku a realizatorem był Wojciech Przybylski.
W 1995 roku podczas dwóch osobnych sesji nagraniowych zespół przygotował materiał na drugą płytę roboczo tytułowaną "Soap soup".
Zespół zagrał ostatni koncert w listopadzie 1995 roku w Klubie Dekadent.